# Cantonalisme

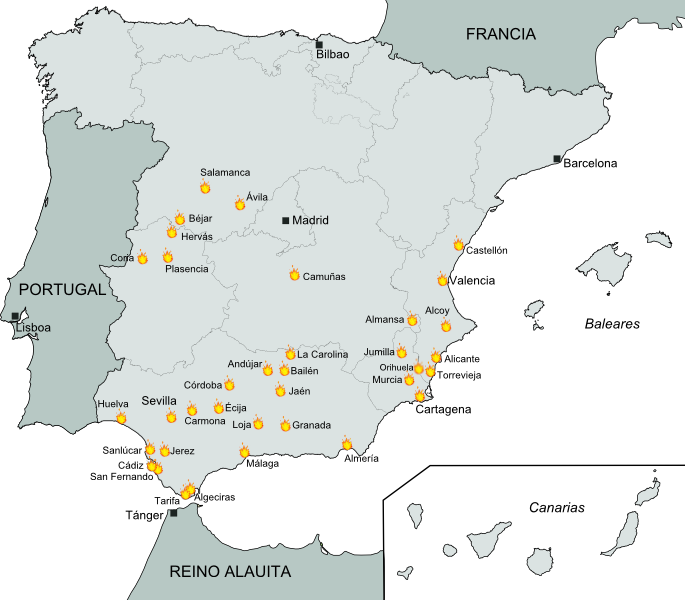
Principals focus del cantonalisme.

El cantonalisme és un moviment o grup d'aixecaments populars que va tenir lloc en diverses localitats del Regne de València, Andalusia i Cartagena (Múrcia) l'any 1873. L'objectiu era instaurar un règim federal per als antics estats històrics, les províncies i els municipis (els cantons). Es deu a unes aspiracions autonomistes propiciades pels republicans federals intransigents amb les aspiracions de la revolució social inspirades en idees internacionalistes.

## Desenvolupament
Els fets es van desenvolupar durant la Primera República Espanyola quan ja les corts havien votat la república federal sota el govern Francesc Pi i Margall. Els insurgents volien que la proclamació dels cantons s'hagués d'acceptar com un fet consumat.
La insurrecció fou iniciada el 12 de juliol a Cartagena i s'estengué per tota la costa meridional mediterrània, on predominava el federalisme. Pi i Margall dimití i amb el seu substitut Nicolás Salmerón y Alonso encara es va estendre més la insurrecció.
A Catalunya el moviment cantonalista no va tenir ressò per la gran activitat de la tercera guerra carlina.
Els anarcosindicalistes van donar suport en alguns llocs com València, Cadis i Sevilla al moviment insurrecte. L'aixecament d'Alcoi (la Revolució del Petroli) va fracassar. Els cantons van durar poc excepte a Cartagena, que, dotat de base naval, atacà diverses poblacions, com Almeria i Alacant. Cartagena resistí fins al 13 de gener de 1874. Els cantons de València i Castelló erigits el 19 i 20 de juliol respectivament no van arribar a durar ni un mes i van ser reconquerits pels generals Martínez-Campos i Villacampa respectivament.
El cantonalisme va ser obra essencialment d'un moviment petit burgès però els conservadors consideraven que era obra de la Primera Internacional. En els cantons es van fer algunes reformes socials com la jornada laboral de vuit hores.